# Majdan Królewski (gmina)
Majdan Królewski – gmina wiejska w województwie podkarpackim, w powiecie kolbuszowskim. W latach 1975–77 i 1982–98 gmina położona była w województwie tarnobrzeskim.
Siedziba gminy to Majdan Królewski. Przebiega przez nią droga krajowa 9 stanowiąca część międzynarodowej trasy E371 i linia kolejowa 71 Rzeszów – Tarnobrzeg. Na terenie gminy (i gminy Nowa Dęba) znajduje się drugi co do wielkości poligon wojskowy w Polsce. Najważniejszym zabytkiem gminy jest kościół parafialny św. Bartłomieja z 1761 r., znajdujący się na terenie Majdanu Królewskiego.
Według danych z 31 grudnia 2018 gminę zamieszkiwało 10 064 osoby.

## Historia
Gmina zbiorowa Majdan Królewski istniała w czterech odsłonach, zawsze w tym samym składzie siedmiu gromad/sołectw (Brzostowa Góra, Huta Komorowska, Komorów, Krzątka, Majdan Królewski, Rusinów Stary, Wola Rusinowska):
- 1934–43 – utworzona za II RP pod nazwą gmina Majdan w powiecie kolbuszowskiem w woj. lwowskim[5], zniesiona przez hitlerowców podczas II wojny światowej na cel budowy Heeresgutsbezirk Truppenübungsplatz Süd Dęba,
- 1945–54 – odtworzona po wojnie (formalnie od 1 sierpnia 1944[6]), zniesiona wraz z reformą jesienią 1954, która wprowadziła gromady w miejsce gmin (vide Krzątka, Majdan, Wola Rusinowska)[7],
- 1973–77 – reaktywowana 1 stycznia 1973 wraz z kolejną reformą gminną[8][9], zniesiona 1 września 1977 i włączona do gminy Nowa Dęba[10],
- od 1982 – reaktywowana 1 października 1982 przez wyodrębnienie z gminy Nowa Dęba[11].

W październiku 1938 honorowe obywatelstwo gminy otrzymał premier Felicjan Sławoj Składkowski.

## Struktura powierzchni
Według danych z roku 2002 gmina Majdan Królewski ma obszar 155,8 km², w tym:
- użytki rolne: 41%
- użytki leśne: 39%

Gmina stanowi 20,13% powierzchni powiatu.

## Demografia

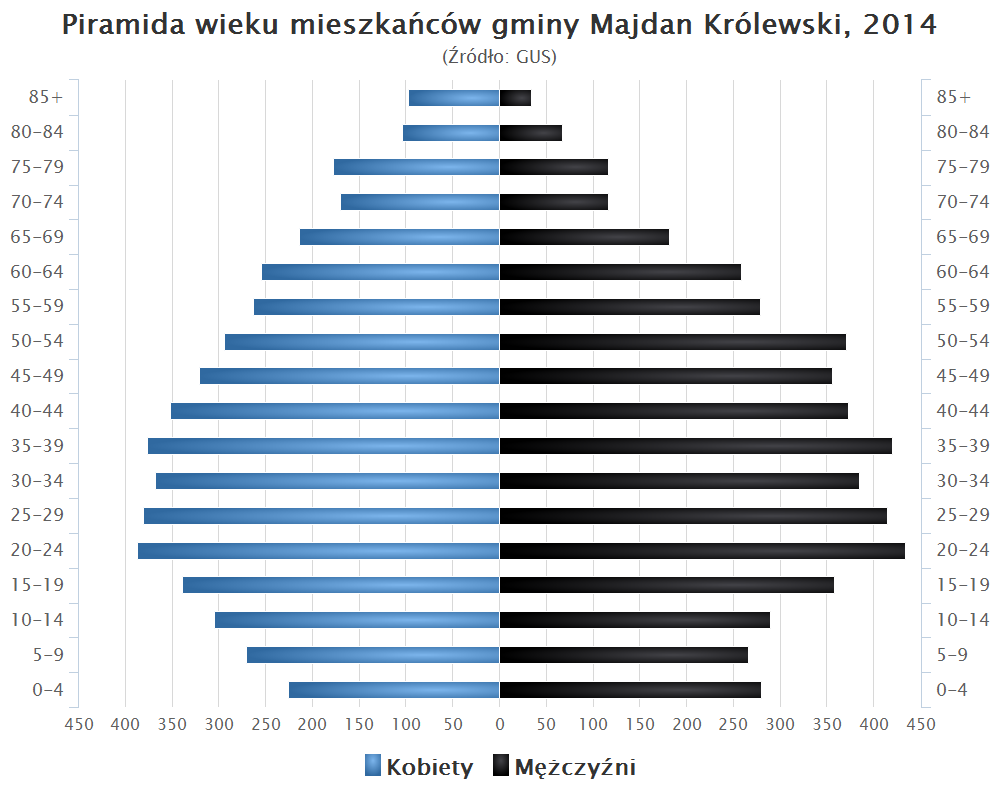
Piramida wieku mieszkańców gminy Majdan Królewski w 2014 roku

Dane z 30 czerwca 2009:
| Opis                              | Ogółem | Ogółem | Kobiety | Kobiety | Mężczyźni | Mężczyźni |
| --------------------------------- | ------ | ------ | ------- | ------- | --------- | --------- |
| Jednostka                         | osób   | %      | osób    | %       | osób      | %         |
| Populacja                         | 9 657  | 100    | 4 812   | 49,83   | 4 845     | 50,17     |
| Gęstość zaludnienia [mieszk./km²] | 62,0   | 62,0   | 30,9    | 30,9    | 31,1      | 31,1      |

## Honorowi Obywatele
- Felicjan Sławoj Składkowski[15]
- Lech Wałęsa[15] Uchwałą Rady Gminy Majdan Królewski z dnia 11 lutego 2020 r. został pozbawiony tytułu. Głosowało 14 na 15 radnych, w tym: 10 radnych za, 2 radnych wstrzymujących się i 2 radnych przeciw uchwale[16][17][18]
- kard. Adam Kozłowiecki[15]
- Jan Paweł II[15]
- ks. prałat Władysław Włodarczyk[15][19]
- ks. Andrzej Cag[20]

## Sołectwa
Brzostowa Góra, Huta Komorowska, Komorów, Krzątka, Majdan Królewski, Rusinów, Wola Rusinowska

## Sąsiednie gminy
Baranów Sandomierski, Bojanów, Cmolas, Dzikowiec, Grębów, Nowa Dęba